# Atari Jaguar
Atari Jaguar je herní konzole, která byla inzerována jako první 64bitový herní systém. Konzole měla na trhu soupeřit se systémy jako Sega Mega Drive a Super Nintendo Entertainment System. Systém ale nebyl tak úspěšný, jak si vedení Atari představovalo, což způsobilo odchod Atari z herního průmyslu.
Atari Jaguar byl vyvíjen společností Flare II jako jeden ze dvou projektů (druhým byl 32bitový Panther, který byl opuštěn ve prospěch Jaguara). Navzdory tomu, že systém má dva 32bitové procesory, Atari kontroverzně prodávalo tento systém jako první „64bitový“ videoherní systém na světě, s tím, že obsahuje 64bitovou sběrnici.
Konzole se začala prodávat v listopadu 1993 za cenu 250 USD. Výrobu zajišťovala IBM. Během krátkého života konzole se v herní knihovně objevilo pouze 50 licencovaných her, plus dalších 13 her na Jaguar CD.
Byly také oznámeny různé periferie. Do prodeje se však dostala pouze mechanika CD ROM a interface Jag-link, který umožňoval propojení 2 Jaguarů po sériové lince. Ostatní periferní zařízení se dostala pouze do stádia prototypu. Jsou to helma virtuální reality a modem.

## Hardware
- CPU:
  - Tom @ 25,59 MHz obsahuje 3 videoprocesory
    - 32bitový Grafický procesor (RISC architektura)
    - 64bitový Objektový procesor
    - 64bitový Blitter

  - Jerry @ 26,6 MHz obsahuje DSP
  - Motorola 68000 @ 16 MHz
- RAM: 2 MB
- ROM: 128 KB BIOS, cartridge do 6 MB